# Municipio de Ten Mile (Misuri)
El municipio de Ten Mile (en inglés: Ten Mile Township) es un municipio ubicado en el condado de Macon en el estado estadounidense de Misuri. En el año 2010 tenía una población de 352 habitantes y una densidad poblacional de 3,8 personas por km².

## Geografía
El municipio de Ten Mile se encuentra ubicado en las coordenadas 39°49′25″N 92°21′1″O / 39.82361, -92.35028. Según la Oficina del Censo de los Estados Unidos, el municipio tiene una superficie total de 92.56 km², de la cual 92,33 km² corresponden a tierra firme y (0,25 %) 0,23 km² es agua.

## Demografía
Según el censo de 2010, había 352 personas residiendo en el municipio de Ten Mile. La densidad de población era de 3,8 hab./km². De los 352 habitantes, el municipio de Ten Mile estaba compuesto por el 99,43 % blancos, el 0,28 % eran afroamericanos y el 0,28 % eran de una mezcla de razas. Del total de la población el 0,85 % eran hispanos o latinos de cualquier raza.